# Lijst van spelers van KFC Uerdingen 05
Deze lijst omvat voetballers die bij de Duitse voetbalclub KFC Uerdingen 05 spelen of gespeeld hebben. De spelers zijn alfabetisch gerangschikt.

## A
- Mohammed Abdulai
- Florian Abel
- Stanley Aborah
- Timo Achenbach
- Baldur Ingimar Aðalsteinsson
- Thomas Adler
- Jonas Agen
- Markus von Ahlen
- Stefan Aigner
- Aílton
- Erkan Akan
- Zafer Akan
- Burak Akarça
- Gökhan Aktaş
- Erhan Albayrak
- Christian Alder
- Giannis Alexiou
- Tim Allpress
- Federico Amione
- Ahmed Ammi
- Sascha Amstätter
- Chrissovalantis Anagnostou
- Darko Anic
- Andreas Asche
- Ibrahim Atay
- Şeyhmus Atuğ
- Aliosman Aydın
- Freddy Azanledji

## B
- Philipp Bachmeier
- Alexander Bade
- Mario Bäger
- Gajendran Balamurali
- Michal Baláž
- Sercan Baloğlu
- Benjamin Baltes
- Regjep Banushi
- Wilhelm Barowski
- Boubacar Barry
- Jan Bartram
- Klaus Basten
- Michael Baum
- Herbert Bayer
- Markus Bayertz
- Maximilian Beister
- Saber Ben Neticha
- Ihor Bendovskyi
- Robin Benz
- Dominik Besser
- Artjom Bezrodny
- Oliver Bierhoff
- Leon Binder
- Günter Bittengel
- Alexander Bittroff
- Kennedy Boboye
- Tom Boere
- Robert Böhm
- Ibrahim Bolu
- Rudolf Bommer
- Stefano Borges
- Christian Börkel
- Hilmar Bothen
- El Houcine Bougjdi
- Mile Božić
- Erwin Bradasch
- Klaus Brand
- Dirk Bremser
- Ansgar Brinkmann
- Norbert Brinkmann
- Nico Buckmaier
- Manfred Burgsmüller
- John van Buskirk
- Werner Buttgereit

## C
- Hamza Çakır
- Joachim Cammalleri
- Massimo Cannizzaro
- Ahmet Cebe
- Harun Çelebi
- Musa Çelik
- Stéphane Chapuisat
- Dennis Chessa
- Stefan Chmielewski
- Torsten Chmielewski
- Wojciech Choroba
- Almedin Civa
- Sebastian Clarke
- Eyüp Coşgun
- Božidar Ćosić

## D
- Said Daftari
- Željko Dakić
- Oguz Dallı
- Michael Dämgen
- Abdelhamid Darrazi
- Dennis Daube
- El Hadji Ousseynou Dione
- Fabrice-Oscar Djon
- Mustafa Doğan
- Marcel Domogalla
- Christian Dondera
- Frederick Donkor
- Christian Dorda
- Johannes Dörfler
- Ihor Dotsenko
- Hans Dotzler
- Bernd Dreher
- Armand Drevina
- Peter Dudek
- Peter Dufresne
- Tamer Durdağı
- Enes Düven
- Janosch Dziwior

## E
- Oliver Ebersbach
- Simon Edu
- Atli Eðvaldsson
- Georgios Efthimiou
- Heinz-Werner Eggeling
- Peter Ehmke
- Markus Ehrhard
- Jonas Eiker
- Omar El-Zein
- Patrick Ellguth
- Émerson
- Joshua Endres
- Erdal Eraslan
- Mario Erb
- Philip Erkes
- Daniel Eschbach
- Brenny Evers
- Franck Evina

## F
- Holger Fach
- Fabio Fahrian
- Thorsten Fallack
- Peter Falter
- Horst Feilzer
- Markus Feldhoff
- Saban Ferati
- Wolfgang Figura
- Dennis Fill
- Uwe Finnern
- Giancarlo Fiore
- Malte Flock
- Ulrich Föhles
- Wolfgang Franke
- Rainer Frömberg
- Friedhelm Funkel
- Wolfgang Funkel

## G
- Stanko Galić
- Denny Gänsler
- Markus Gaubatz
- Dennis Geiger
- Ralf Geilenkirchen
- Gürhan Ger
- Tobias Gerstmann
- Simon Gojtowski
- Andreas Golombek
- Philipp Goris
- Sergej Gorloekovitsj
- Willi Götz
- Dimitrios Grammozis
- Uwe Grauer
- Oliver Grein
- Werner Greth
- Adriano Grimaldi
- Kevin Großkreutz
- Ilia Gruev
- Siegfried Grüninger
- Lárus Guðmundsson
- Hakim Guenouche
- Helmut Gulich
- Maximilian Güll
- Selim Gündüz
- Baris Gürpinar
- Julian Gutkowski
- Martin Guzik

## H
- Hans van de Haar
- Andy Habl
- Paul Hahn
- Sebastian Hahn
- Dustin Hähner
- Frank Hammerschlag
- Uwe Hansel
- Uwe Hartenberger
- Christian Heger
- Leon Heine
- Jan Heintze
- Sigfried Held
- Stephan Heller
- Manfred Hellmann
- Andreas Hentrich
- Matthias Herget
- Paul Hesselbach
- Alexander Hettich
- Dustin Heun
- Ralf van der Heusen
- Ralf Heym
- Þórhallur Örn Hinriksson
- Bernhard Hirmer
- Sebastian Hirsch
- Stefan Hoffmann
- Walter Hoffmann
- Jochen Höfler
- Norbert Hofmann
- Jan Holldack
- Achim Hollerieth
- Robert Holzer
- Joachim Hopp
- Michael Hopp
- Nurdin Hrustic
- Michael Hüsing
- Vladimir Hyza

## I
- Monir Ibrahim
- Ali Ibrahimaj
- Mohamadou Idrissou
- James Igwilo
- Dieter Ingendae
- Ahmet Işıklar
- Issa Issa
- Rudi Istenič

## J
- Christoph Jacob
- Alexander Jaenisch
- Norman Jakubowski
- Zlatko Jankov
- Miroslav Janota
- Dietmar Janssen
- Olaf Janßen
- Omar Jasseh
- Branislav Jašurek
- Simon Jentzsch
- Tim Jerat
- Patrick Jöcks
- Gunnlaugur Jónsson
- Sigurður Örn Jónsson
- Stefan Jörissen
- Denis Jovanović
- Axel Jüptner
- Sascha Jusufi

## K
- Nihat Kabayel
- Safa Tolga Kaçınoğlu
- Chama Kaira
- Emil Kajgana
- Tomasz Kakala
- Ludger Kanders
- Nikos Kapassas
- Burak Kaplan
- Cebrail Kaplan
- Alexander Karachristos
- Asterios Karagiannis
- Kenan Karip
- Hans-Jürgen Kassen
- Sebastian Kaul
- Güngör Kaya
- Oğuzhan Kefkir
- Sven Kegel
- Michael Kehn
- Werner Kempkens
- Markus Keppeler
- Nils Kerckhoff
- Markus Kernal
- Theodor Kettler
- Görkem Kılıç
- Lars Kindgen
- Christian Kinsombi
- Frank Kirchhoff
- Jan Kirchhoff
- Michael Klauß
- Wolfgang Kleff
- Michael Klein
- Gerhard Kleppinger
- Andreas Kliemt
- Dietmar Klinger
- Lars Klitzsch
- Udo Klohs
- Christian Knappmann
- Tim Knetsch
- Michél Kniat
- Simon Knipper
- Yunus Kocaoğlu
- Ronny Kockel
- Maurice Koenen
- Egon Köhnen
- Aleš Kohout
- Lukas Königshofer
- Manuel Konrad
- Sergej Korobka
- Andreas Korte
- Lorenz-Günther Köstner
- György Kottán
- Agissilaos Lakis Kourkoudialos
- Enrico Kowski
- Ismail Kpegouni
- Markus Kranz
- Dieter Kraus
- Björn Kreil
- Jonas Kremer
- Connor Krempicki
- Rainer Krieg
- David Kříž
- Jesse-James Krncevic
- Mario Krohm
- Manfred Kroke
- Sebastian Kroth
- Dirk Krümpelmann
- Manfred Kubik
- Takehiro Kubo
- Daniel Kuczka
- Gerd Kühn
- Udo Kuhn
- Stefan Kuntz
- Petar Kushev
- Stephan Küsters
- Tomasz Kuszczak
- Meik Kuta
- Alexander Kutschera
- Michael Kyei

## L
- Heiko Laeßig
- Moses Lamidi
- Csaba László
- Brian Laudrup
- Bilal Lekesiz
- André Lenz
- Manuel Lenz
- Klaus Lenzke
- Dennis Lerche
- Marek Leśniak
- Dennis Levering
- Dietmar Linders
- Wolfgang Ling
- Sven Lintjens
- Maurice Litka
- Ludger van de Loo
- Michael van de Loo
- Peter Loontiens
- Paulo Oliveira Lopes
- Michael Lorenz
- Narciso Lubasa
- Peter Lübeke
- Jürgen Luginger
- Jos Luhukay
- Assani Lukimya-Mulongoti
- Ludwig Lurz
- Michael Lusch
- Wolfgang Lüttges

## M
- Stephan Maas
- Stephan Maaß
- David Machnik
- André Maczkowiak
- Nermin Mahmutovic
- Stefan Majek
- Jerome Manca
- Ben Manga
- Luciano Mangiapane
- Mike Manske
- Abdelkader Maouel
- Dominic Maroh
- Peter Martin
- Jaroslav Marx
- Reinhold Mathy
- Marvin Matten
- Jan Mattsson
- Adam Matuszczyk
- Andreas Maxsø
- Jean-Manuel Mbom
- Erik Meijer
- Matthew Mendy
- Athanasios Mentizis
- Hans-Peter Mentzel
- Robbie Middleby
- Khalil Mohammad
- Mike Möllensiep
- Christopher Möllering
- Heinz Mostert
- Besir Muga
- Christian Müller
- Lars Müller
- Robert Müller
- Lucas Musculus

## N
- Mario Nacev
- Yuto Nakamura
- Georges Ndoum
- Florim Nesimi
- Adama Niang
- Angelo Nijskens
- Robert Nikolic
- Marc-André Nimptsch
- Franck Patrick Njambe
- Alexander Nouri
- Athanasios Noutsos
- Jörg Nowotny

## O
- Jörg Oberländer
- Dominik Oehlers
- Markus Oellers
- Kevin Okereke
- Thomas Olschewski
- Radek Onderka
- Peter van Ooijen
- Frank Opitz
- Aleksandar Orlović
- Osayamen Osawe
- Christian Ovelhey
- Halil Özçelik
- Selim Özdemir
- Onur Özkaya
- Orhan Özkaya
- Tanju Öztürk

## P
- Silvio Pagano
- Andrej Panadić
- Charis Pappas
- Andreas Passerschröer
- Stephan Paßlack
- Romuald Peiser
- Heiko Peschke
- Shawn Petroski
- Christian Petry
- Patrick Pflücke
- Kevin Pino Tellez
- Bastian Pinske
- Jan-Lukas Pirschel
- Hans-Günther Plücken
- Gustav Policella
- Petar Popović
- Mario Posch
- Denis Pozder
- Aleksandar Pranjes
- Lothar Prehn
- Michał Probierz
- Robert Prytz
- Thomas Puschmann
- Toni Puszamszies
- Seppo Pyykkö

## R
- Willi Rademacher
- Jürgen Radschuweit
- Sebastian Radtke
- Helmut Rahner
- Danny Rankl
- Franz Raschid
- Sabedin Rasitovic
- Horst Redowski
- Siegfried Reich
- Thomas Reichenberger
- Marcel Reichwein
- Reiff
- Hannes Reinmayr
- Gzim Rexhaj
- Thomas Ridder
- Horst Riege
- Marc Roch
- Branko Rodosek
- Jaime Rodríguez
- Roberto Rodríguez
- Sebastián Rodríguez
- Wolfgang Rolff
- Rosemir
- Edmund Rottler
- Tim Rubink
- Tobias Rühle
- Florian Rüter

## S
- Christian Sackewitz
- Umut Sağsınlar
- Kerem Şahin
- Kosi Saka
- Tuukka Salonen
- Sascha Samulewicz
- Delain Sasa
- Fuad Šašivarević
- Andreas Sassen
- Jörg Sauerland
- Mahir Savranlıoğlu
- Wolfgang Schäfer
- Waldemar Schattner
- Dominique Schaub
- Lukas Schelenz
- Jörg Scherbe
- Felix Schiffer
- Axel Schmidt
- Kai Schmidt
- Pascal Schmidt
- René Schmidt
- Guido Schmitz
- Thorsten Schmugge
- Sascha Schnecker
- Günther Schneider
- Tim Schneider
- Josef Schneiders
- Matthias Schneiders
- Kai-Uwe Schnell
- Patrick Schnier
- Darius Scholtysik
- Christopher Schorch
- Hannes Schröers
- Jan Schröers
- Sven Schuchardt
- Michael Schuhmacher
- Kofi Yeboah Schulz
- Stephan Schulz-Winge
- Maurice Schumacher
- Dieter Schwabe
- Daniel Schwabke
- Peter Schwarz
- Kai Schwertfeger
- Hans-Jürgen Seemann
- Walid Sekkour
- Sebastian Selke
- Emre Sendag
- Giacomo Serrone
- Deniz Sevinç
- Ahmad Sieah
- Daniel Šmejkal
- Vjatcheslav Sokolov
- Uwe Sokolowski
- Hans Sondermann
- Marc Spanier
- Mirosław Spizak
- Ali Sreij
- Markus Staar
- Mirko Stark
- Werner Steeger
- Horst Steffen
- Jens Steffensen
- Moritz Steiner
- Rainer Stephany
- Waldemar Steubing
- Oliver Steurer
- Thomas Stickroth
- Edmund Stieber
- Oliver Straube
- Elyasa Süme
- Peter Szech
- Sławomir Szymaszek

## T
- Chris Tadrosse
- Charles Takyi
- Simon Talarek
- Pascale Talarski
- Ahmet Taner
- Toni Tapalović
- Jan Tauer
- Björn Tebart
- Daniel Teixeira
- Özkan Teke
- Ersan Tekkan
- Thomas Tennagels
- Waldemar Tęsiorowski
- Kris Thackray
- Wayne Thomas
- Frank Thommessen
- Danny Thönes
- Jess Thorup
- Daniel Timofte
- Marco Titgens
- Sascha Tobor
- Zoran Tomčić
- Raffael Tonello
- Assimiou Touré
- Stefan Trienekens

## U
- Robin Udegbe
- Toshinori Uefune
- Eyyüp Hasan Uğur
- Volkan Ünlü
- Emrah Uzun

## V
- Christian Vander
- Luciano Velardi
- Veli Velija
- Dirk van der Ven
- Uwe Vengels
- Marco Villa
- Werner Vollack
- René Vollath
- Kevin Völler-Adducci
- Lance Voorjans
- Eckhard Vorholt
- Christian Voss
- Heinz Vossen
- Anton Vriesde
- Hasan Vural

## W
- Stefan Wächter
- David Wagner
- Vincent Wagner
- Richard Walz
- Stephan Wanneck
- Frank Weber
- Marcus Wedau
- Tim Weichelt
- Rico Weiler
- Markus Wersching
- Oliver Westerbeek
- Reinhard Willi
- Sascha Wilms
- Manuel Windges
- Marcel Witeczek
- Hans-Jürgen Wloka
- Karl-Heinz Wöhrlin
- Stephan Wolff
- Claus-Dieter Wollitz

## Y
- Mesut Yanik
- Arda Yavuz
- Mehmet Yeşil
- Samed Yeşil
- Fatih Yıldırım

## Z
- Zé Luís
- Sinan Zengin
- Patrick Ziegler
- Rainer Zietsch
- Herbert Zimmer
- Artur Zimmermann
- Jan Zimmermann
- Nico Zitzen
- Ervin Zukanović

## Þ
- Stefán Þórðarson
- Bjarni Óskar Þorsteinsson